# Astragalus decurrens
Astragalus decurrens är en ärtväxtart som beskrevs av Pierre Edmond Boissier. Astragalus decurrens ingår i släktet vedlar, och familjen ärtväxter. Inga underarter finns listade i Catalogue of Life.